# Vandalische Sprache
Vandalisch war eine germanische Sprache, die im nördlichen Afrika im 5. und 6. Jahrhundert von den Vandalen gesprochen wurde. Die sprachwissenschaftliche Forschung zählt die vandalische Sprache zur Sprachfamilie der ostgermanischen Sprachen, womit Vandalisch mit der ebenfalls ausgestorbenen gotischen Sprache nah verwandt war.

## Klassifikation
Vandalisch gehört zum germanischen Zweig der indogermanischen Sprachen. Zusammen mit den Sprachen Gotisch, Burgundisch, Gepidisch und Rugisch wird Vandalisch in gängigen sprachwissenschaftlichen Überblickswerken zu den ostgermanischen Sprachen gezählt.
Aufgrund der spärlichen Datenlage für Vandalisch ist eine Klassifikation als ostgermanische Sprache nicht eindeutig möglich, sondern wird aus historischen Gründen gemacht, weil die Vandalen als ein ursprünglich ostgermanisches Volk angesehen wurden. Vandalisch könnte auch einen von den anderen ostgermanischen Sprachen unabhängigen germanischen Sprachzweig bilden und damit weiter von Gotisch entfernt sein, so zumindest einige Forscher.

## Geschichte und geografische Einordnung
Die Vandalen gehen auf einen Stammesbund aus den Silingen im heutigen Schlesien und den Asdingen an der Theiß sowie Sueben aus Pannonia und reiternomadischen Alanen zurück. Im Zuge der sogenannten Völkerwanderung wanderten zumindest Teile dieser Stämme in das römische Reich: Im Jahr 406 überquerte der Stammesbund den Rhein und gelangte 409 bis in das Gebiet des heutigen Spaniens. 429 zogen die Vandalen unter Geiserich schließlich nach Nordafrika, wo sie ein eigenes Königreich gründeten. Mit der Zerschlagung des nordafrikanischen Vandalenreiches mit der Hauptstadt Karthago durch den oströmischen Kaiser Justinian I. im Jahr 533 verliert sich die Spur der Vandalen.
Durch Quellen belegt ist lediglich die vandalische Sprache des 5. und 6. Jahrhunderts, wie es im nördlichen Afrika gesprochen wurde. Aussagen zu etwaigen früheren Sprachstufen des Vandalischen, etwa wie es von vandalischen Stämmen in ihrem Siedlungsgebiet östlich des Rheins gesprochen wurden, können mangels Daten nicht gemacht werden. Die heutige historische Sprachwissenschaft definiert die vandalische Sprache deshalb als die Sprache, die von Vandalen im 5./6. Jahrhundert in Nordafrika gesprochen wurde. Überholt ist der ältere Ansatz der historischen Sprachwissenschaft, die in griechischen und römischen Quellen genannten Gruppierungen als homogene „Völker“ zu begreifen und zu glauben, dass aus einer rekonstruierten vandalischen Sprache umfangreiche Rückschlüsse auf Geschichte und Kultur der von den Römern und Griechen erwähnten Vandalen gezogen werden könnten, zumal die römischen Quellen nur von einer geringen Kenntnis der inneren Struktur der germanischen Stämme zeugen.